# هارولد أوستين
هارولد أوستين (بالإنجليزية: Harold Austin)‏ (8 مارس 1903 في أستراليا - 31 يوليو 1981 في أستراليا) هو لاعب كريكت أسترالي. لعب مع فريق فكتوريا للكريكت.

## وصلات خارجية
- هارولد أوستين على موقع إي آس بي آن كريك إنفو (الإنجليزية)